# Basalkropp

Skiss över den eukaryota flagellen 1. axonem, 2. cellmembran, 3. IFT (intraflagellär transport, 4. basalkropp, 5. tvärsnitt av en flagell, 6. mikrotubulitripletter i basalkroppen.

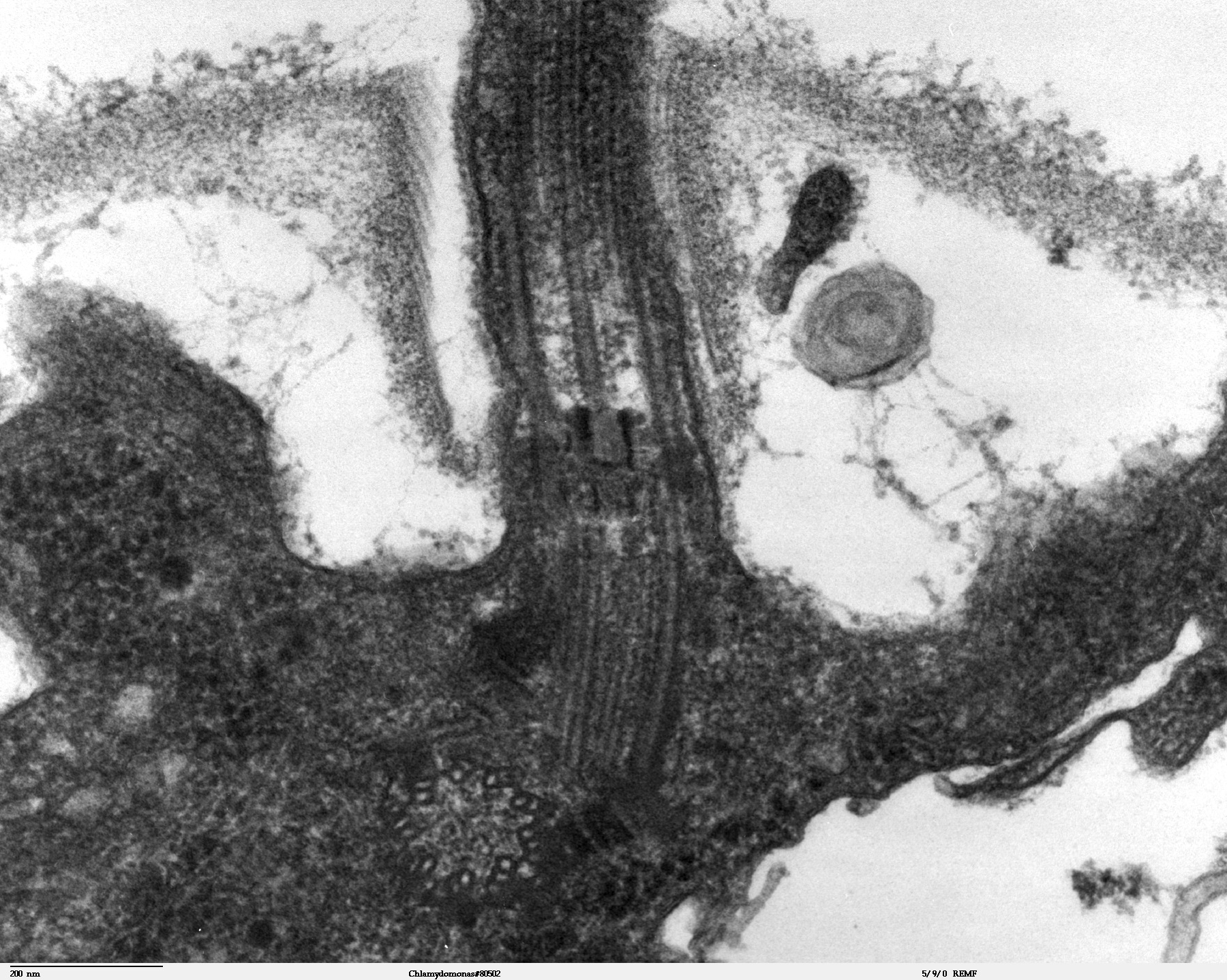
Längssnitt genom flagellområdet på Chlamydomonas reinhardtii. I cellens spets ligger basalkroppen som förankrar flagellen. Basalkroppar härstammar från och har en finstruktur liknade centrioler, med nio perifera mikrotubulitripletter (se strukturen mitt i nedre delen av bilden).

En basalkropp eller kinetosom är en organell som bildats från en centriol, och är en kort cylindrisk samling av mikrotubuli. Den återfinns vid basen på eukaryoternas flageller och cilier och tjänar som utgångspunkt för tillväxten hos axonemets mikrotubuli. Till skillnad från axonemet, som består av nio perifera dubbeltubuli och två centrala enkla, består basalkroppen av nio perifera trippeltubuli.
Många växter och de flesta svampar saknar flageller, cilier och basalkropp, till exempel fanerogamer, rödalger och svampar (utom de primitiva gisselsvamparna). Vissa växter har flagellförsedda gameter (mossor och kärlkryptogamer), men i övrigt saknar de flageller, cilier och basalkropp.